# TV Educativa
TV Educativa fue una cadena de televisión brasileña con sede en la ciudad de Río de Janeiro. Fue fundada en 1975 por la Associação de Comunicação Educativa Roquette Pinto y se extinguió el 2 de diciembre del 2007, siendo reemplazada por TV Brasil, canal del gobierno federal brasileño.

## Historia
La concesión del Canal 2 de Río de Janeiro, ocupada por Rede Excelsior fue anulada por el Gobierno Federal en virtud de la deuda de la emisora y el intento de oponerse a la dictadura militar instaurado en Brasil en 1964.
Años más tarde, el Gobierno decide crear TVE Brasil, una red de televisión educativa que tendría sede en la ciudad de Río de Janeiro.
La cadena se inauguró en 1975.
TVE Brasil coordinó junto con TV Cultura la extinta Rede Pública de Televisão.
Durante muchos años, TVE Brasil tuvo una buena aceptación de los brasileños, tanto así que operó en muchas ciudades del país: 2 canales de televisión convencionales (TVE Brasil, Canal 2 de Río de Janeiro y TVE Maranhão Canal 2 São Luís), 1 canal de TV vía satélite (TVE Brasil), 3 canales de radio convencionales y una por satélite con programación nacional.

## Últimos años
Hasta inicios de la década de 1990 TVE Brasil estaba bajo la tutela del Ministerio de Educación (Brasil). Hasta este año cada medio era administrado aisladamente, no había un órgano céntrico cada y cada emisora operaba su programación separadamente. En 1991 se crea la Fundación Roquette Pinto reuniendo todos los medios de comunicación del Ministerio de Educación (Brasil).
Sin una política de comunicación bien definida, más sucesivos cambios en la presidencia y total falta de responsabilidad fiscal por parte de los directores, la Fundación Roquette Pinto quiebra con deudas superiores a 34 millones de reales, el gobierno federal cambia radicalmente la forma de operar los canales extinguiendo en 1998 la fundación y creando la ACERP (Associação de Comunicação Educativa Roquette Pinto), como organización social, asumiendo sus funcionarios, bienes y concesiones.  
Sin embargo cedió todas sus concesiones a la Empresa Brasil de Comunicação (EBC), que estaba vinculada a la Secretaría de Comunicación Social del Gobierno Brasileño.

## Fin de la cadena
TVE Brasil pone fin a sus transmisiones, después de 32 años, el día 2 de diciembre del 2007, siendo reemplazado por TV Brasil.

## Programas destacados
- Arte com Sérgio Britto
- Atitude.com
- Atitude no Telhado
- Acervo MPB
- Caderno 2
- Código de Barras
- Comentário Geral
- Curta Brasil
- Cadernos de Cinema
- Espaço Público
- Esportvisão
- A Grande Música
- Jornal Visual
- Notícias do Rio
- Edição Nacional (en colaboración con Rede Manchete)
- Observatório da Imprensa
- Plugado
- Programa Especial
- Recorte Cultural
- Revista do Cinema Brasileiro
- Sem Censura
- Stadium
- 100% Brasil